# كارلوس لوبيس
كارلوس ألبرتو دي سوزا لوبيس (بالبرتغالية: Carlos Alberto de Sousa Lopes‏) هو عداء ماراثون ومسافات طويلة برتغالي ولد في يوم 18 فبراير 1947 في فيسيو في البرتغال، أبرز إنجازاته هو فوزه بالميدالية الذهبية في سباق الماراثون في دورة الألعاب الأولمبية الصيفية 1984 في لوس أنجلوس وفاز أيضاً بالميدالية الفضية في سباق 10000 متر في دورة الألعاب الأولمبية الصيفية 1976 في مونتريال. أراد في البداية احتراف كرة القدم إلا أن والده عارض ذلك لينتقل إلى ألعاب القوى في نادي سبورتينغ لشبونة.

## روابط خارجية
- كارلوس لوبيس على موقع الاتحاد الدولي لألعاب القوى (الإنجليزية)
- كارلوس لوبيس على موقع الاتحاد الأوروبي لألعاب القوى (الإنجليزية)
- كارلوس لوبيس على موقع رابطة إحصائيات سباق الطريق (الإنجليزية)
- كارلوس لوبيس على موقع اللجنة الأولمبية الدولية (الإنجليزية)
- كارلوس لوبيس على موقع أوليمبيديا (الإنجليزية)